# Louis Hjelmslev
Louis Trolle Hjelmslev ([ˈjɛlˀmsleʊ] - Copenhague, 3 de Outubro de 1899 - 30 de Maio de 1965) foi um linguista dinamarquês cujas ideias formaram a base do Círculo Linguístico de Copenhague. Nascido em uma família de acadêmicos (seu pai era o matemático Johannes Hjelmslev), Hjelmslev estudou Linguística comparativa em Copenhague, Praga e Paris (com Meillet e Vendryes). Em 1931, Louis Hjelmslev fundou o Cercle linguistique de Copenhague. Em parceria com Hans Jorgen Uldall, ele desenvolveu, dentro da corrente estruturalista a teoria da Glossemática, que desenvolveu a teoria semiótica de Ferdinand de Saussure. A Glossemática, como teoria da linguagem, é caracterizada por um alto grau de formalismo, isto é, está interessada em descrever as características formais da linguagem e apresenta auto grau de rigor lógico. A teoria nunca teve uma ampla divulgação e influência, mas foi adotada por filósofos pós-estruturalistas.

## Biografia
Foi precursor das modernas tendências da linguística e propositor do termo Glossemática para designar o estudo e a classificação dos glossemas, as menores unidades linguísticas que podem servir de suporte a uma significação: os cenemas e os pleremas, que são os componentes mínimos da Cenemática e da Pleremática, as duas grandes áreas da Glossemática e que se referem, respectivamente, às formas de expressão e formas de conteúdo.
Fundou o Círculo Linguístico de Copenhague (1931), doutorou-se em filologia comparativa (1932) e com Hans Jorgen Uldall, começou a elaborar a Teoria da glossemática (1935) que chamou de verdadeira linguística, capaz de abordar a língua como um todo autossuficiente e uma estrutura sui generis. Nomeado professor de linguística na Universidade de Copenhague (1937), juntamente com Viggo Bröndal, fundou o jornal Acta Linguística (1939), órgão da linguística estrutural.

## O Círculo Linguístico de Copenhague
Inspirados pelo Círculo Linguístico de Praga, fundado em 1926, Hjelmslev e um grupo de colegas dinamarqueses fundou em 24 de setembro de 1931 o Círculo Linguístico de Copenhague. O principal objetivo era a instauração de um fórum de discussão de problemas teóricos e metodológicos na Linguística. Eles partiram do interesse em desenvolver um conceito alternativo de fonema, mas acabaram desenvolvendo uma teoria completa bastante influenciada pelo Estruturalismo, chamada mais tarde de Glossemática.  O grupo encontrou grande número de aderências, o que resultou em uma lista significativa de publicações. Algumas dessas publicações fazem parte de uma série irregular de grandes obras sob o nome de Travaux du Cercle Linguistique de Copenhague. Um boletim foi produzido, e logo em seguida, fundaram uma revista internacional voltada à pesquisa estruturalista da linguagem, Acta Linguistica (mais tarde chamada Acta Linguistica Hafniensia), fundada em colaboração com os membros do Círculo Linguístico de Praga. Foi por um tempo a única revista explicitamente dedicada ao estruturalismo. Com uma curta pausa de 1934 a 1937, enquanto lecionava na Universidade de Aarhus, Hjelmslev atuou como presidente do Círculo até pouco antes de sua morte, em 1965.

## Trabalho teórico e pesquisa
Hjelmslev publicou seu primeiro artigo aos 25 anos. Seu primeiro grande livro, Princípios de gramática geral (em francês, Principes de grammaire générale), que terminou em 1928, é uma fonte inestimável para qualquer pessoa interessada na obra de Hjelmslev. Durante a década de 1930, Hjelmslev escreveu outro livro, La catégorie des cas, que foi uma grande contribuição para a linguística. Neste livro, Hjelmslev analisou a categoria geral do caso em detalhes, fornecendo um amplo material empírico que sustenta suas hipóteses. É importante ler o trabalho de Hjelmslev como uma teoria evolutiva contínua sobre a epistemologia da linguística.
Seu livro mais conhecido, Omkring sprogteoriens grundlæggelse, ou em tradução brasileira, Prolegômenos a uma teoria da linguagem, publicado pela primeira vez em 1943, critica as metodologias então predominantes na linguística como sendo descritivas, até anedóticas e não sistematizadoras. Ele propôs uma teoria linguística destinada a formar a base de uma linguística mais racional e uma contribuição para a epistemologia geral. Como Ferdinand de Saussure (1857-1913), ele aceitou a linguagem como um sistema de signos, do ponto de vista do uso da linguagem. Ele argumentou que uma teoria da semiótica deve ser consistente dentro de si, abrangente e tão simples quanto possível.

## Ideologia Científica
Louis Hjelmslev esclareceu melhor a ideologia científica: “Os elementos da estrutura linguística trazem à mente as entidades usadas na álgebra. Enquanto seguirmos as condições expressas, podemos representar as entidades algébricas como quisermos [porque a substância dos significantes pouco importa para a significação] […] ” (Hjelmslev 1963/1970: 41). Ou seja, tanto para Saussure como para Hjelmslev, a função da escrita era puramente notacional, visava somente o registro das falas mentais do autor, e a única expressividade admitida era a linguística.
Nos Prolegômenos de 1943 Hjelmslev escreve sobre os Signos e sobre a Função Sígnica como relação entre conteúdo e expressão, assim: seja a significação uma relação R = E/C onde E é EXPRESSÃO é VEICULADORA e C CONTEÚDO é O VEICULADO. A relação existe quando um código associa um sistema  veiculador a um sistema  a veiculado.
Há plano de expressão e plano de conteúdo. Ex: O Código de Trânsito que associa um sistema de expressão gráfica a um sistema de normas de tráfego. Há para cada plano uma forma e uma substância, além de uma matéria não formada também para a expressão e para o conteúdo.
Assim: se	R =   E   onde     E      (Matéria) / forma / substância)
```
                     C            C      (Matéria) /forma / substância )
```

Como substância é matéria formada então forma é apenas estrutura sem matéria, e matéria é substancia não formatada.
Ex: o Código de trânsito é uma associação entre linguagens visuais e linguagem escrita onde a função sígnica tem a visibilidade como expressão de um conteúdo escrito, então:
Função sígnica   R = E/C     onde E = linguagem visual
```
                               e C = linguagem escrita
```

A linguagem visual utiliza de matérias coloridas, cujo conteúdo são as tintas contrastantes com o meio ambiente, e são consubstancializadas em formatos decodificados sobre suportes estruturados verticalmente em superfícies metálicas de modo a permitir inequívoca visão desses objetos por entre o tráfego que enfim deve sujeitar-se a eles.
```
Então: se a Expressão = lig. Visual; a Matéria da Expressão = contraste objeto ambiente; a Forma da Expressão = superfícies coloridas e a Substância da Expressão = símbolos pintados c/ tinta sobre chapas metálicas
```

Quianto ao Conteúdo: a linguagem escrita é Matéria dela mesma provinda da gramática e da matemática vetorial. O conteúdo do código de trânsito, já é um discurso específico, substancializado na disciplina jurídica de um lugar e de uma época, estruturada de forma lógica conforme condições do tráfego em termos de uma qualidade esperada.
Então:Conteúdo = lig. Escrita; Matéria do Conteúdo = simbolismo alfabético; Forma do Conteúdo = lógica de correlações e Substância do Conteúdo = disciplina jurídica
Assim é possível relacionar em português(mas não em inglês) a letra  E  como Estacione e  P  como Pare, enquanto os vetores que são entidades matemáticas podem relacionar todas as línguas às direções proibidas ou consentidas.
As linguagens lógico-matemáticas promovem uma socialização da compreensão uniformizando a enunciação delas.